# Joe Wilkinson
Joseph Roland Wilkinson, född 11 februari 1975, är en engelsk komiker, skådespelare och manusförfattare. Han började med ståuppkomik på den lokala puben 2004 och vann Hackney Empire New Act of the Year 2006.

## Biografi
Joe Wilkinson är född och uppvuxen i Kent. Han har en bror Robert Brian Wilkinson och fick sitt namn efter sin farfar, Roland Joseph.
Han började sin komikerkarriär 2004 när hans lokala pub hade prova-på-kvällar, så kallade "open mic". Förutom stand up gjorde han showen "Joe Wilkinson: My Mum's Called Stella and My Dad's Called Brian" 2011, och han var publikvärmare till Alan Carr och Russell Howard under deras respektive turnéer.
Han bildade komikerduon Two Episodes of Mash, tillsammans med Diane Morgan.
Han har gästat flera panelshower, bland annat 8 Out of 10 Cats, Have I Got News For You, Mock the Week och Never Mind the Buzzcocks och har uppträtt i ett stand-up-moment i Russell Howards Good News . Han hade en stående medverkan i 8 Out of 10 Cats Does Countdown, först som matematikern Rachel Rileys assistent och senare som tävlande.
År 2019 vann Wilkinson en kändisspecial av Hela England bakar och han deltog i andra säsongen av Bäst i test England.